# King Gucci
King Gucci è un album di inediti pubblicato in forma di mixtape del rapper statunitense Gucci Mane. Il progetto è stato pubblicato il 20 maggio 2015 dall'etichetta discografica 1017 Eskimo, mentre l'artista era detenuto, e distribuito dalla RBC Records. Il mixtape è stato reso fruibile gratuitamente su Datpiff, per poi approdare successivamente sulle piattaforme streaming. 

## Descrizione
La produzione del mixtape è stata gestita da Chief Keef, DJ Plugg, FKi, Metro Boomin, Phenom Da Don, Sharptastic, Tarentino, TM88 & Zaytoven, mentre annovera come collaborazioni vari esponenti della scena trap/hip-hop di Atlanta quali i Migos e Young Scooter, e non solo.

## Accoglienza
Sheldon Pearce di Pitchfork assegna un voto di 6,4 su 10 al mixtape, affermando: "King Gucci è un tentativo coraggioso ma limitato di ristabilire l'importanza di Gucci Mane sulla trap da dietro le sbarre, con vecchie figure retoriche e qualche voce familiare.

## Tracce
1. King Gucci (feat. Dj Drama & Dj Scream) – 3:31
2. Still Selling Dope (feat. Fetty Wap) – 3:10
3. Real Dope Boy (feat. PeeWee Longway & Young Scooter) – 4:09
4. Got Her Drunk – 2:50
5. Ice Cream (feat. Migos) – 2:38
6. Put Some Wood in Her – 3:52
7. Smart Mouth (feat. Chief Keef) – 3:07
8. Saran Wrap (feat. Quavo) – 3:28
9. I Hate Hoes (feat. Lil Flash) – 3:33
10. I'm Too Much (feat. Riff Raff) – 2:37